# Landkreis Böblingen
Landkreis Böblingen er en landkreis i den tyske delstat Baden-Württemberg. Den hører til Region Stuttgart i Regierungsbezirk Stuttgart. Landkreis Böblingen grænser mod nord til Landkreis Ludwigsburg, mod øst til kreisfri by Stuttgart og Landkreis Esslingen, mod sydøst til Landkreis Reutlingen, i syd til Landkreis Tübingen, mod vest til Landkreis Calw og i nordvest ligger Enzkreis.

## Geografi
En del af Landkreis Böblingen ligger i landskabet Oberen Gäu og i udløbere af Schwarzwald. Mod øst hører dele af Schönbuchskovene til området. Der er ingen større floder i landkreisen, men i Holzgerlingen) har Aich sit udspring. Alle landkreisens små vandløb munder ud i Neckar eller Enz.
Det geografisk højeste punkt er Kühlenberg i nærheden af Oberjettingen, der er 626 moh. og det laveste sted er 315 moh. i Glemslavningen ved den nordlige kreisgrænse.
Der er omkring 150 navngivne byer, landsbyer, bebyggelser og lignende i Landkreis Böblingen.

### Trafik
Den første jernbanestrækning blev bygget af Königlich Württembergische Staats-Eisenbahnen i 1868/69 og var Schwarzwaldbahn fra Stuttgart over Leonberg til Weil der Stadt, som i 1872 blev forlænget til Calw.
Gennem kreisområdet går motorvejene A 8 Stuttgart–Karlsruhe og A 81 Stuttgart–Singen (Hohentwiel). B 14 Rottweil–Stuttgart og B 295 Calw–Stuttgart. går også gennem området.

## Byer, amter og kommuner
Kreisen havde 391640 indbyggere pr. 2018-12-31

| rechts | Kommunale samarbejder 1. Gemeindeverwaltungsverband „Aidlingen/Grafenau“ med sæde i Aidlingen; Kommunerne: Aidlingen og Grafenau 2. Gemeindeverwaltungsverband „Gärtringen/Ehningen“ med sæde i Gärtringen; Kommunerne: Gärtringen og Ehningen 3. Vereinbarte Verwaltungsgemeinschaft for byen Herrenberg og kommunerne: Deckenpfronn og Nufringen 4. Gemeindeverwaltungsverband „Holzgerlingen“ med sæde i Holzgerlingen; Kommunerne: Byen Holzgerlingen og kommunerne Altdorf og Hildrizhausen 5. Gemeindeverwaltungsverband „Oberes Gäu“ med sæde i Gäufelden; Kommunerne: Bondorf, Gäufelden, Jettingen og Mötzingen 6. Gemeindeverwaltungsverband „Waldenbuch-Steinenbronn“ med sæde i Waldenbuch; Kommunerne: Byen Waldenbuch og kommunen Steinenbronn |

| By               | Våben | Areal km² | Indbyggere pr. 2018-12-31 | Moh. |
| ---------------- | ----- | --------- | ------------------------- | ---- |
| Böblingen, by    |       | 39,04     | 50.155                    | 464  |
| Herrenberg, by   |       | 65,71     | 31.545                    | 460  |
| Holzgerlingen    |       | 13,38     | 13.103                    | 476  |
| Leonberg, by     |       | 48,73     | 48.733                    | 386  |
| Renningen        |       | 31,13     | 18.206                    | 409  |
| Rutesheim        |       | 16,24     | 10.916                    | 447  |
| Sindelfingen, by |       | 50,85     | 64.858                    | 449  |
| Waldenbuch       |       | 22,70     | 8.717                     | 362  |
| Weil der Stadt   |       | 43,17     | 19.205                    | 406  |

| Kommune           | Våben | Areal km² | Indbyggere pr. 2018-12-31 | Moh. |
| ----------------- | ----- | --------- | ------------------------- | ---- |
| Aidlingen         |       | 26,56     | 9.024                     | 427  |
| Altdorf           |       | 17,47     | 4.662                     | 483  |
| Bondorf           |       | 17,55     | 6.002                     | 460  |
| Deckenpfronn      |       | 11,42     | 3.329                     | 569  |
| Ehningen          |       | 17,80     | 9.193                     | 448  |
| Gärtringen        |       | 20,21     | 12.417                    | 476  |
| Gäufelden         |       | 20,07     | 9.350                     | 470  |
| Grafenau          |       | 13,04     | 6.747                     | 402  |
| Hildrizhausen     |       | 12,17     | 3.606                     | 481  |
| Jettingen         |       | 21,12     | 7.915                     | 559  |
| Magstadt          |       | 19,13     | 9.659                     | 427  |
| Mötzingen         |       | 8,15      | 3.683                     | 533  |
| Nufringen         |       | 10,04     | 5.872                     | 459  |
| Schönaich         |       | 14,16     | 10.652                    | 435  |
| Steinenbronn      |       | 9,72      | 6.554                     | 431  |
| Weil im Schönbuch |       | 26,14     | 10.018                    | 482  |
| Weissach          |       | 22,14     | 7.519                     | 375  |

## Literatur
- Das Land Baden-Württemberg – Amtliche Beschreibung nach Kreisen und Gemeinden (in acht Bänden); Hrsg. von der Landesarchivdirektion Baden-Württemberg; Band III: Regierungsbezirk Stuttgart – Regionalverband Mittlerer Neckar, Stuttgart 1978, ISBN 3-17-004758-2.
- Der Kreis Böblingen in der Reihe Heimat und Arbeit des Konrad Theiss Verlags, Stuttgart, 1983, Herausgeber: Landrat Dr. Reiner Heeb. ISBN 3-8062-0275-3.
- Hans-Dieter Musch (Text) Manfred Grohe (Fotos): Schönbuch und Gäu, Konrad Theiss Verlag, Stuttgart, 1976. ISBN 3-8062-0148-X.